# Höhbeck

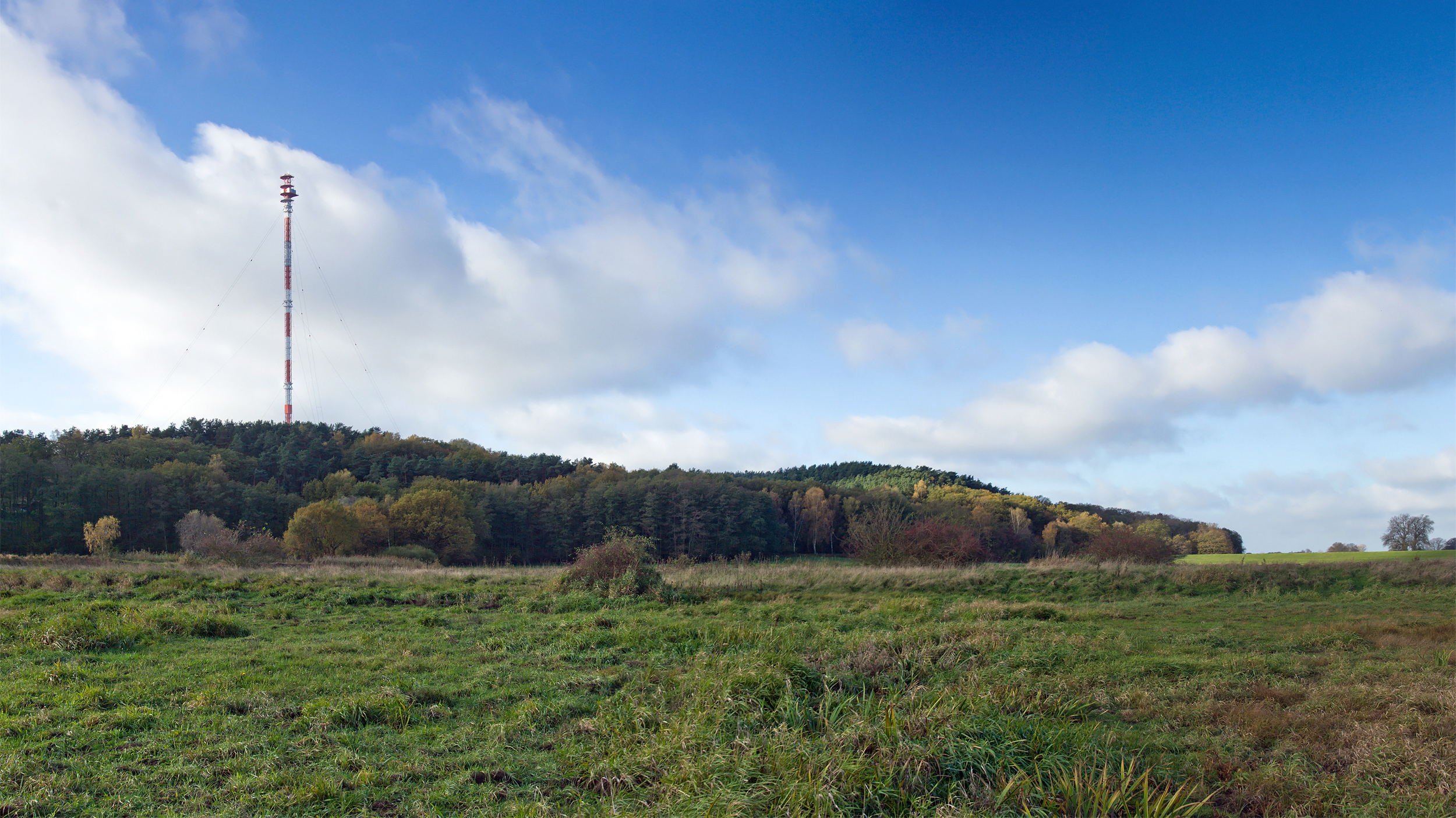
Blick aus den Pevestorfer Elbwiesen auf die bewaldete Nordostseite des Höhbeck mit dem Sender Höhbeck, 2013

Höhbeck ist eine Gemeinde im Landkreis Lüchow-Dannenberg im Osten Niedersachsens, die sich zum großen Teil auf der bis zu 76 Meter über Normalnull aufragenden Erhebung des Höhbeck befindet. Die Gemeinde liegt im Biosphärenreservat Niedersächsische Elbtalaue direkt an der Elbe. Sie ist Teil der Samtgemeinde Gartow, die ihren Verwaltungssitz in dem Flecken Gartow hat.

## Geographie

### Lage
Namensgebend ist die Erhebung des Höhbecks, eine saaleglazial entstandene Stauchendmoräne, die als markante Platte aus pleistozänem Kies, Sand und Geschiebemergel mitten in der holozänen Elbtalniederung liegt. Aufgrund seiner naturräumlichen und biogeografischen Lage – im Übergang zwischen der atlantischen und der kontinentalen Region Mitteleuropas – weist der Höhbeck, dessen zur Elbe steil abfallende Hänge bewaldet sind, eine besonders große Artenvielfalt an Flora und Fauna auf. Mager- und Sandtrockenrasen bilden einen vielgestaltigen Kontrast mit Wäldern, Feldern und den gewässerreichen Niederungen der Elbe und des Elbe-Nebenflusses Seege.
Auf dem höchsten Punkt der Moräne befanden sich bis 2009 zwei über 324 bzw. 344 Meter hohe Richtfunktürme des Senders Höhbeck, die das Landschaftsbild prägten bzw. prägen. Im Jahre 2009 wurde der kleinere der beiden Sendemasten gesprengt.
Im Westen und Süden der Erhebung des Höhbecks befindet sich der rund drei Kilometer lange Laascher See, der als Altwasserarm der Elbe gilt. Im Süden liegt außerdem der Restorfer See. Die meisten Dörfer der Gemeinde Höhbeck liegen auf, beziehungsweise am Rand, der Anhöhe im hochwassersicheren Bereich.

### Gemeindegliederung
Die Ortsteile der Gemeinde sind:
- Brünkendorf
- Pevestorf
- Restorf
- Vietze (Sitz der Gemeinde)

## Geschichte
Die Erhebung des Höhbecks mit seiner Lage innerhalb der Elbtalaue war eine Siedlungskammer, die über 2000 Jahre, von der jüngeren Steinzeit bis zur frühen Eisenzeit, als Siedlungs- und Begräbnisplatz genutzt wurde. Dies ergaben Ausgrabungen des Niedersächsischen Landesmuseums auf dem Fundplatz Pevestorf in den 1960er Jahren. Anlass waren Zufallsfunde aus der Steinzeit beim Bau eines Wohnhauses in Pevestorf. Die Grabung führte zum Auffinden von Grundrissen von Häusern aus mehreren vorgeschichtlichen Zeitabschnitten, darunter ein Hallenhaus von 23 Meter Länge. Die Funde ließen Zusammenhänge zur Bernburger Kultur erkennen.
Bei Ausgrabungen in den Jahren 2005 bis 2010 wurde festgestellt, dass vor der slawischen Siedlung in dem Ort eine elbgermanische Siedlung bestand. An einer Fundstelle aus der römischen Kaiserzeit in die Zeit um Christi Geburt wurde in einer Grube die Ablage des Geweihs eines 18-Enders-Rothirsches festgestellt. Die Geweihdeponierung befand sich am Rand der Siedlung und blickte auf die Elbe. Weitere Funde weisen auf eine Verbindung zur Jastorf-Kultur hin.

### Befestigungsanlagen

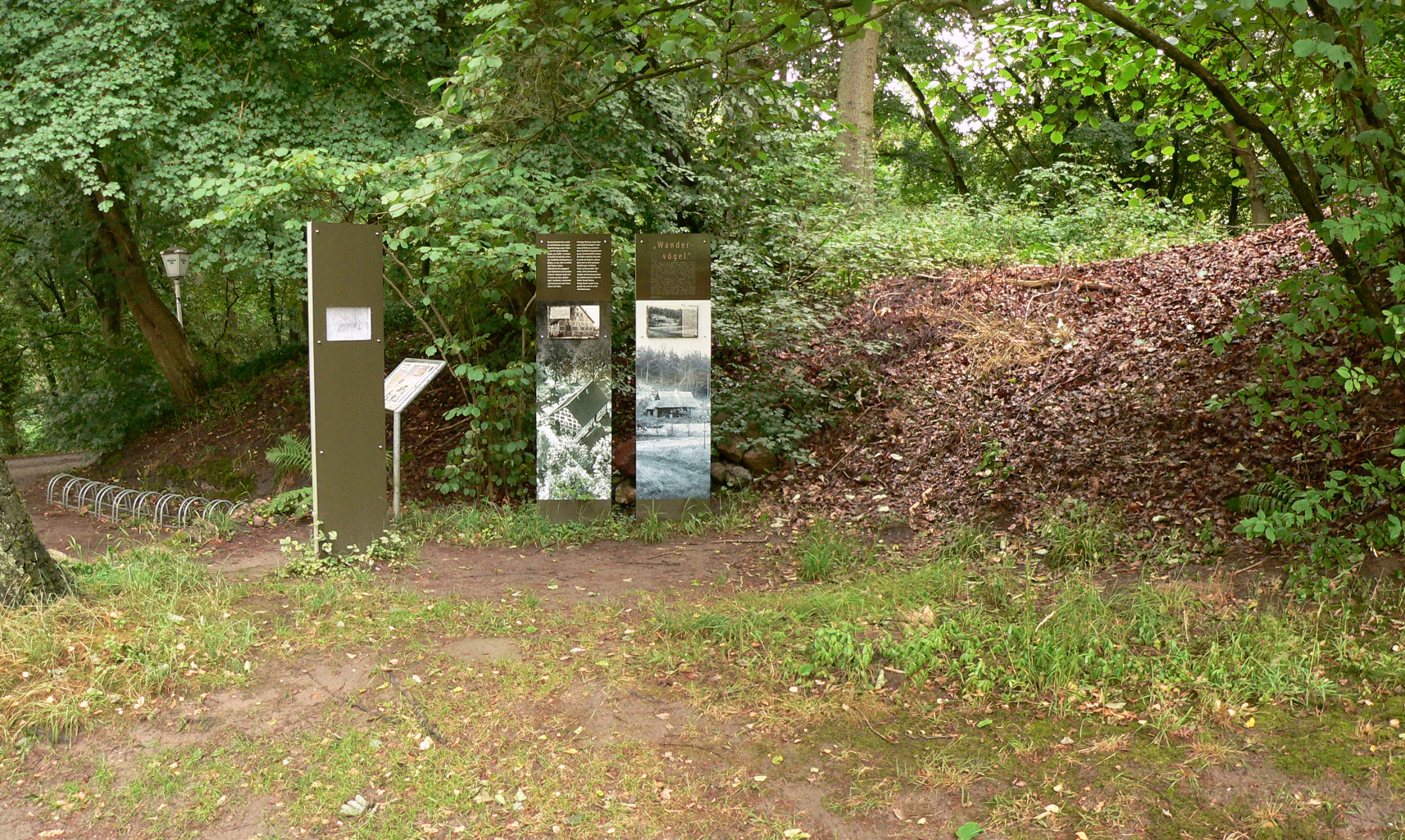
Schwedenschanze mit Wall und Infotafeln

Auf der Erhebung des Höhbeck sind zwei historische Befestigungsanlagen bekannt, bei denen es sich um Burgwälle handelte, die an strategisch günstiger Stelle errichtet wurden. Es handelt sich um die Vietzer Schanze, die als das 811 in den Fränkischen Annalen überlieferte Kastell Höhbeck (castellum hohbuoki) der Franken angesehen wird. Eine weitere Wallanlage auf dem Höhbeck ist die Schwedenschanze.

### Eingemeindungen
Die Gemeinde Höhbeck wurde im Rahmen der Gemeindegebietsreform am 1. Juli 1972 aus den vier bis dahin selbstständigen Gemeinden Brünkendorf, Pevestorf, Restorf und Vietze neu gebildet.

## Politik
Die Gemeinde Höhbeck gehört zum Landtagswahlkreis 48 Elbe und zum Bundestagswahlkreis 38 Lüchow-Dannenberg – Lüneburg.

### Gemeinderat

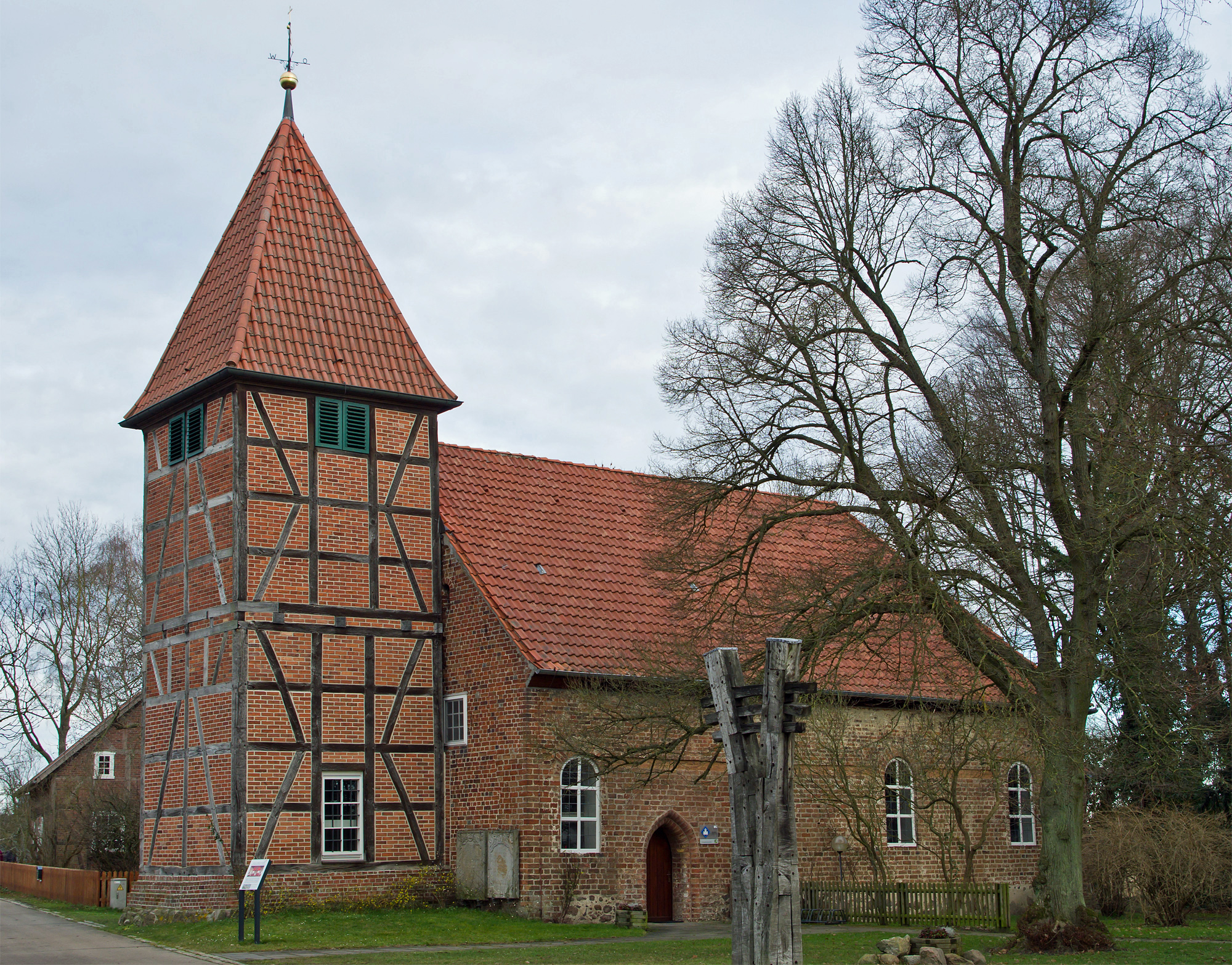
Kirche St. Johannis in Restorf

Der Gemeinderat aus Höhbeck setzt sich aus neun Mitgliedern zusammen.
- FWGH: 4 Sitze
- Gemeinsame Liste Höhbeck: 5 Sitze

(Stand: Kommunalwahlen 2021)

### Bürgermeister
Der ehrenamtliche Bürgermeister Matthias Gallei  wurde im November 2021 gewählt. Stellvertreter sind Johann Purwing und Walter Fintelmann. 

## Kultur und Sehenswürdigkeiten
Das Höhbeck-Museum in Vietze zeigt Archäologie, Elb-Schifffahrt, Handwerk, Hauswirtschaft, Naturgeschichte und wechselnde Sonderausstellungen. In der Liste der Baudenkmale in Höhbeck stehen alle Baudenkmale der Gemeinde Höhbeck. In der Liste der Bodendenkmale in Höhbeck finden sich alle Bodendenkmale.

## Wirtschaft und Infrastruktur

### Wirtschaft
Im Ortsteil Pevestorf ist seit 1936 die Firma Voelkel ansässig (2017: rund 200 Mitarbeiter), die hauptsächlich Fruchtsäfte produziert.
Im Ortsteil Vietze befindet sich am Reitweg 8 des Gartower Reitwegenetzes die „Reitsportanlage Vietze“ (gesamt 124 km Länge).

### Verkehr
- Die B 493 Lüchow–Schnackenburg führt südlich an der Gemeinde vorbei.
- Etwa zwei Kilometer nördlich des Ortsteiles Pevestorf befindet sich an der Elbe eine Fährstelle mit Verbindung zum brandenburgischen Lenzen (Elbe).

## Persönlichkeiten
- Lieselotte Wollny (1926–2019), Bürgerrechtlerin und Politikerin (Bündnis 90/Die Grünen), lebte in Vietze